# La Tsarine nue
Pour plus de détails, voir Fiche technique et Distribution.
La Tsarine nue (titre original : Katharina und ihre wilden Hengste) est un film pornographique allemand réalisé par Scott Hunt, sorti en 1983.

## Synopsis
En 1775 dans l'Empire russe, Catherine la Grande à l'apogée de son pouvoir. Cependant, la souveraine préfère se consacrer aux activités sexuelles de sa cour plutôt qu'aux affaires courantes. Une horde de cosaques dirigée par Pougatchev menace la population rurale. Les rebelles parcourent le pays en pillant. Pendant ce temps, à Saint-Pétersbourg, la tsarine aime les orgies sexuelles. Un lieutenant de Vienne veut sortir la Russie de cette situation et s'y oppose.

## Fiche technique
- Titre : La Tsarine nue
- Titre original : Katharina und ihre wilden Hengste
- Réalisation : Klaus König sous le nom de Scott Hunt
- Scénario : Fred Cohen, William Porter
- Direction artistique : Georg Stiehle
- Costumes : Britta Kraft, Ingeborg Ranke, Birgit Westermann
- Photographie : Marc Almar, Tony Hofmann
- Montage : Jürgen Wolter
- Production : Alois Brummer
- Société de production : Alois Brummer-Produktion
- Société de distribution : AB Filmverleih
- Pays d'origine :  Allemagne de l'Ouest
- Langue : Allemand
- Format : Couleur - 1,66:1 - mono - 35 mm
- Genre : Pornographie
- Durée : 117 minutes
- Dates de sortie :
  -  Allemagne de l'Ouest : 12 mars 1983.
  -  Slovénie : 2 juillet 1986.
  -  France : 29 octobre 1987[1].

## Distribution
- Uschi Karnat (de) (Sandra Nova) : Catherine la Grande
- Frank Williams (pseudonyme[3])
- Jean Paul Blondeau
- Angela Fellini
- Christian Beumer
- Vladimir Tartakovski
- Sylvia Frank
- Nadja Boyer
- Jacqueline Roussel
- Mara Soerensen
- Robert Wagner
- Eva-Maria Falk
- Marion Schuberth
- Klaus Falkenhausen
- Ina Reutter
- Charles de Kiswarth
- Barbara Hoffmann
- Manfred Richter
- Bernd Stephan
- Heiner Moritz
- Larissa Miranova
- Tatjana Tisserant
- Anatol Tschernikoff
- Klaus Bühler
- Axel Scholtz
- Wolfgang Lutz
- Liane Ruthmann
- Werner Singh : Paul Ier
- Sascha Atzenbeck : un lieutenant

## Versions
Le film sort, comme c'était souvent le cas à l'époque, dans une version érotique et dans une version pornographique. La version érotique s'intitule Katharina – Die nackte Zarin ou Katharina – Exzesse am Zarenhof. Le film, qui dure 117 minutes dans la version cinéma et seulement 97 minutes dans la version vidéo, ne contient aucune représentation explicite de sexe, mais de nombreuses scènes de violence.
Il y a aussi au moins deux versions hardcore, Katharina – Die Sado-Zarin et Katharina und ihre wilden Hengste. En 2005, un montage du réalisateur en deux parties du film sort en DVD par la société de production Herzog Video : Katharina und ihre wilden Hengste – 1. Teil – Die Hure von St. Petersburg et Katharina und ihre wilden Hengste – 2. Teil – Die Sado-Zarin kennt keine Gnade.

## Source de la traduction
- (de) Cet article est partiellement ou en totalité issu de l’article de Wikipédia en allemand intitulé « Katharina und ihre wilden Hengste » (voir la liste des auteurs).